# 鉄山士安
鉄山士安（てつさん しあん）は、鎌倉時代末期の曹洞宗の僧。

## 経歴・人物
はじめ京都東福寺の南山士雲の室に入り、のち肥後大慈寺の寒巌義尹に参じ、その法を継ぐ。寒巌の示寂後、大慈寺住職となる。延慶3年（1310年）、筑後二尊寺の開山となる。のち再び大慈寺に住す。遺偈に「九十一年、鉄山崩裂、地獄天堂、清風明月」。